# Patkós Csaba
Patkós Csaba (Szatmárnémeti, 1967. szeptember 9. –) labdarúgó, középpályás.

## Pályafutása
1990 és 1992 között a Ferencváros labdarúgója volt. Az élvonalban 1990. szeptember 1-jén mutatkozott be. Tagja volt az 1991–92-es bajnokcsapatnak és az 1991-es magyar kupa-győztes együttesnek. Az 1993–94-es idényben tavasszal a Csepel játékosa volt. Az élvonalban 29 mérkőzésen szerepelt.

## Sikerei, díjai
- Magyar bajnokság
  - bajnok: 1991–92
  - 2.: 1990–91
- Magyar kupa
  - győztes: 1991[2]